# Simfonia núm. 2 (Szymanowski)
La Simfonia núm. 2 en si bemoll major, op. 19, va ser composta per Karol Szymanowski entre 1909 i 1910. Es va estrenar a Varsòvia el 7 d'abril de 1911 dirigida per Grzegorz Fitelberg. Una actuació típica de la simfonia dura uns 30 minuts.

## Origen i context
Amb vint-i-set anys, en aquesta simfonia Szymanowski va estar molt influenciat per la cultura alemanya i la simfonia té molts ressons de Richard Strauss i Max Reger. Aquesta simfonia va introduir Szymanowski a Europa el 1911-1912, després de la seva estrena a Varsòvia. Després es va sentir a Berlín, Leipzig i Viena. La simfonia es va publicar poc després de la mort del compositor després de moltes revisions. Aquesta simfonia i el seu ús d'un violí sol van establir les bases, per dir-ho d'alguna manera, del primer Concert per a violí de Szymanowski.

## Anàlisi musical
La simfonia mostra la destresa del compositor com a contrapuntista. L'obra poc convencional per a la seva època, està en dos moviments i comença de la manera típica de Szymanowski (també amb semblança a Skriabin) amb un solo de violí:
1. Allegro moderato — Grazioso
El primer moviment en si bemoll major té un caràcter apassionat.[3]
2. Tema — Variazioni — Fuga
El segon moviment en què s'invoca explícitament Reger, és gairebé un moviment autònom amb la seva pròpia introducció. Consta d'un tema i cinc variacions. És lúdic, festiu i semblant a la dansa. L'Scherzo en si és una estructura de tres parts basada no només en el tema de la variació sinó també en el tema del violí solista del 1r moviment. El moviment acaba amb una sisena variació seguida d'una fuga. El seu model és probablement el final fugal de la Simfonia domèstica de Strauss. Cada tema de la fuga demostra ser derivat de temes anteriors.[2][3]

## Instrumentació
Szymanowski va escriure la seva simfonia per a una gran orquestra formada per instruments estàndard:
| Vent fusta 3 Flautes 3 Oboè o (2 Oboès i 1 Corn anglès) 2 Clarinets en si 1 Clarinet en si bemoll i 1 en mi bemoll o (1 Clarinet baix) 3 Fagots Metall 4 trompes en fa 3 Trompetes en si 3 Trombons Tuba | Percussió Timbales Arpa Cordes 1r i 2n Violins Violes Violoncels Contrabaixos |  |